# Pierre Crémont
Pierre Crémont (* 18. Juni 1784 in Aurillac; † März 1846 in Tours) war ein französischer Geiger, Komponist, Dirigent und Theaterdirektor.

## Leben und Wirken
Pierre Crémont entstammte einer Musikerfamilie, sein Vater war unter anderem Serpentspieler an der Kapitelkirche Saint-Géraud in Aurillac. Der junge Crémont nahm Geigenunterricht in Limoges bei seinem Onkel Jean Crémont, der sich als ein Schüler Giovanni Battista Viottis bezeichnete. Nach den Angaben von François-Joseph Fétis war Crémont von etwa 1799 bis 1803 Schüler von Pierre Baillot am Pariser Konservatorium. Danach bereiste er mit einer Schauspieltruppe Deutschland, Polen und die baltischen Länder. Crémont ließ sich für mehrere Jahre in Sankt Petersburg nieder und erhielt eine Anstellung als Hofmusiker bei Zar Alexander I. Dieser übertrug ihm die Leitung des Théâtre Français in Moskau. Nach dem großen Brand von 1812 war die Theatertruppe gezwungen, Moskau zu verlassen und Crémont kehrte nach Frankreich zurück, um von dort aus eine Tournee in zahlreiche skandinavische Städte zu unternehmen.
In Frankreich erhielt er erstmals 1815 Anerkennung durch die erfolgreiche Aufführung seines Violinkonzertes im Pariser Odeon Theater. Hier wurde er daraufhin zum Vizekapellmeister ernannt. In dieser Zeit arrangierte Crémont zahlreiche Bühnenwerke ausländischer Komponisten für Uraufführungen in Paris. So adaptierte er beispielsweise Opern von Gioachino Rossini, Carl Maria von Weber, Giacomo Meyerbeer, Vincenzo Bellini und anderen.
Bei einer erneuten Reise nach Nordeuropa ernannte ihn die königlich schwedische Musikakademie 1830 zu ihrem Mitglied. Ab 1833 war er Musikdirektor am Grand Théâtre in Lyon und von 1839 bis zu seinem Tod 1846 leitete er die Société Philharmonique in Tours.

## Werke (Auswahl)
- Violinkonzert op. 1 (seinem Onkel Jean Crémont gewidmet)
- Klarinettenkonzert op. 4 (dem ersten Klarinettisten der Pariser Oper, François Dacosta gewidmet)
- 3 „Marches funèbres“, Harmoniemusik für Militärorchester
- „Fantaisie sur l’Air Au Clair de la Lune chanté dans Les Voitures Versées“ (François-Adrien Boieldieu gewidmet)
- 3 „Grands Duos concertants“ für 2 Violinen, op. 10 (seinem Freund François-Antoine Habeneck gewidmet)
- 3 „Grands Duos concertants“, op. 12
- 3 Streichtrios, op. 13
- 1 Streichquartett 1815 (seinem Lehrer Pierre Baillot gewidmet)
- 3 „Trios à deux violons et violoncelle“, op. 15
- 3 „Duos élémentaires à l’usage des commençants“ (für Anfänger), op. 16
- „Le Capitaine Belronde“ Opéra comique (Paris, 1825)